# Podhalańska Brygada Obrony Narodowej

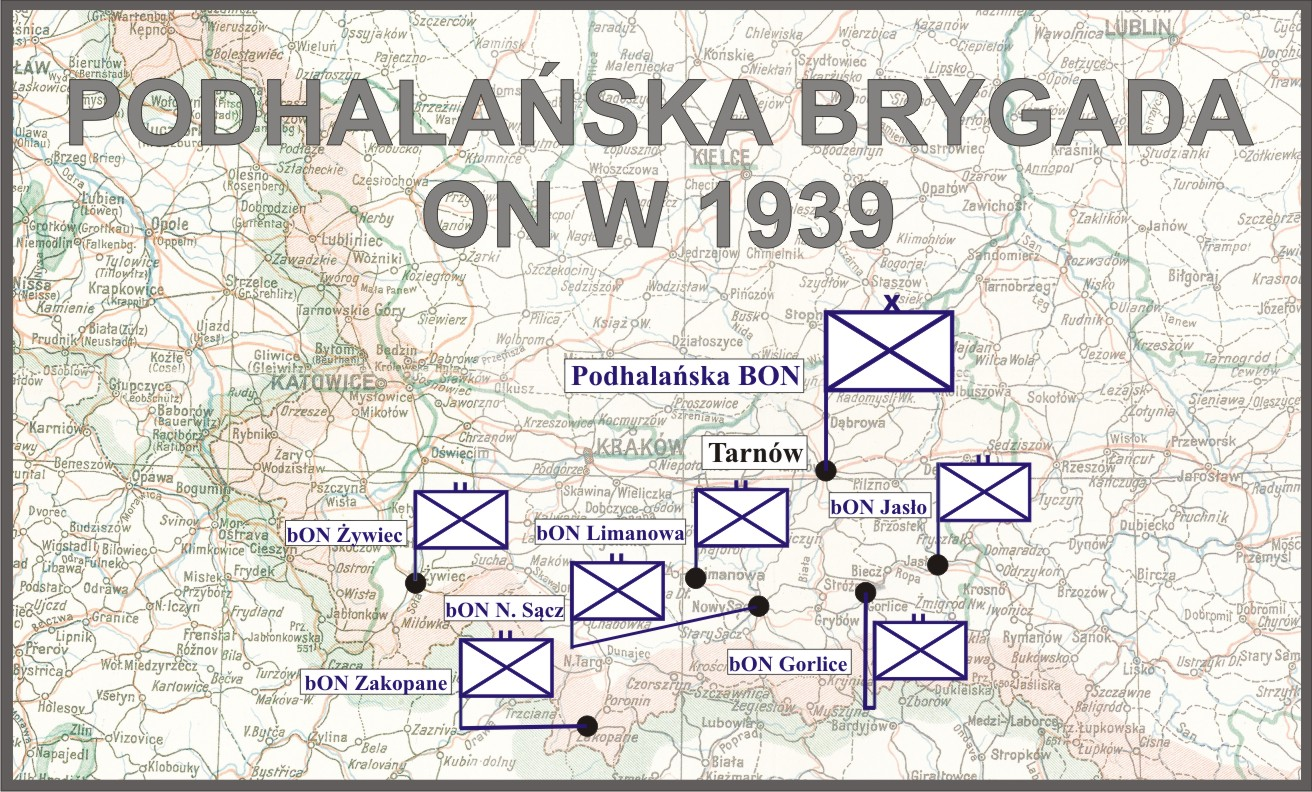
Podhalańska Brygada ON

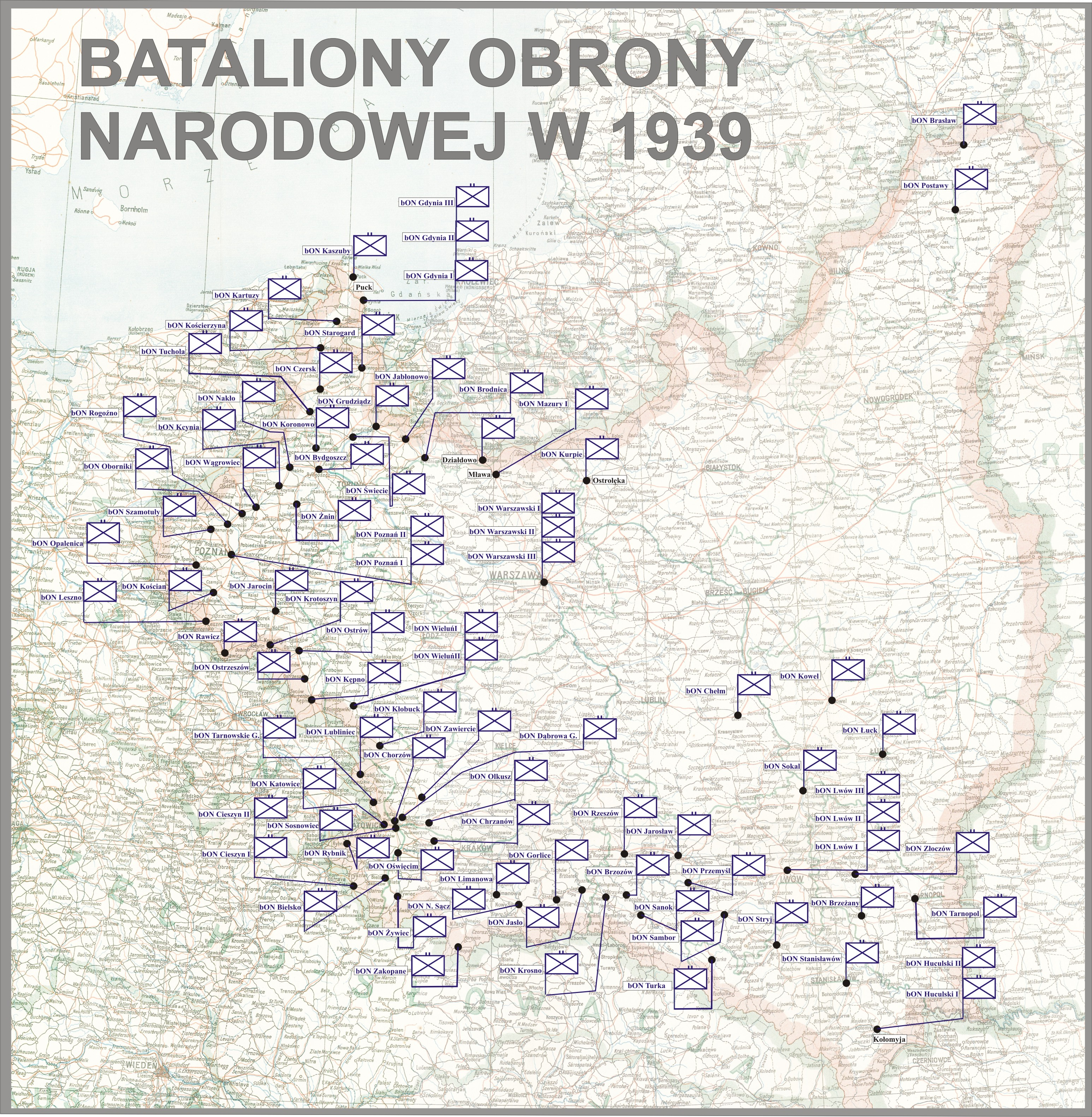
Obrona Narodowa w 1939

Podhalańska Brygada Obrony Narodowej – brygada Obrony Narodowej Wojska Polskiego II Rzeczypospolitej.
Podhalańska Brygada Obrony Narodowej została sformowana w maju 1939 roku w składzie sześciu batalionów ON typu IV. Dowództwo brygady mieściło się w garnizonie Kraków. W przededniu wojny zostało przeniesione do Tarnowa. Na stanowisko dowódcy brygady został wyznaczony pułkownik Stanisław Poręba-Czuryłło.

„Pułkownik Czuryłło miał równocześnie objąć dowództwo karpackiego odcinka osłony (Nowy Sącz i na wschód), ale dwa z jego batalionów («Żywiec» i «Zakopane») z konieczności musiały wyjść ze składu jego brygady i zasilić 1 i 2 Pułk KOP. Na dobitkę, kiedy właśnie pułkownik Czuryłło zaczął obejmować swój odcinek, wyszedł rozkaz o tworzeniu brygad górskich z jednostek KOP i ON. Równocześnie z brygadą pułkownika Gaładyka (maskowaną jako «pododcinek Sucha») powstawał w Karpatach «pododcinek Nowy Sącz» - inna brygada górska - na którego czele postawiono pułkownika Stawarza, dotychczasowego dowódcę 12 pułku 6 dywizji. Ponieważ tym odcinkiem dowodził dotychczas podpułkownik Krajewski, dowódca 1 pułku podhalańskiego w Nowym Sączu (pułk ten także wszedł w skład brygady Stawarza), i on opracowywał plan jego obrony, więc w pewnym momencie odcinek ten miał 3 dowódców. W każdym razie Czuryłło stawał się zupełnie zbędny, mógł troszczyć się tylko o sprawy organizacyjne swojej «brygady». Od samego czytania tych zarządzeń musiała rozboleć głowa, a cóż dopiero mówić o korespondencji w tych sprawach. Na szczęście w połowie lipca nowe zarządzenie ograniczyło nasz pas działania linią Czorsztyn-Tymbark. Na wschód od nas powstawała armia «Karpaty», dowodzona przez generała Fabrycego. Z uczuciem ulgi oddaliśmy mu ten karpacki bałagan Czuryłły”.

27 sierpnia 1939 roku wydane zostały rozkazy w sprawie sformowania, w terminie do 15 września, trzech plutonów artylerii ON. Każdy z plutonów miał być uzbrojony w dwie 65 mm armaty górskie wz. 1906.
W kampanii wrześniowej 1939 roku poszczególne bataliony walczyły w składzie 1 Brygady Górskiej Strzelców (Zakopiański i Żywiecki), 3 Brygady Górskiej Strzelców (Jasielski) oraz 2 Brygady Górskiej Strzelców  (pozostałe cztery baony).

## Organizacja i obsada personalna

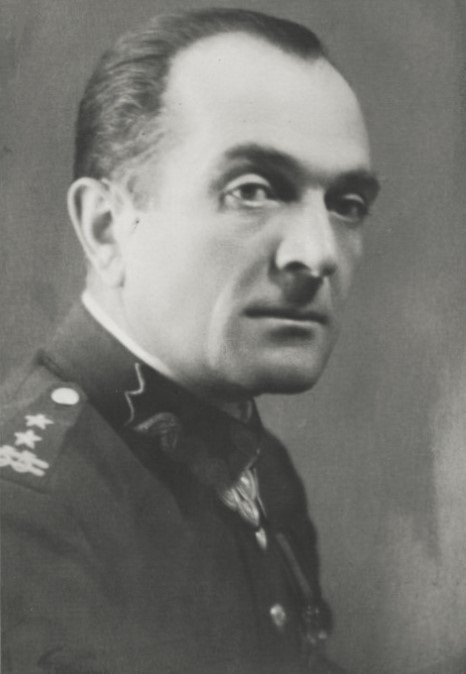
Stanisław Czuryłło (przed 1936)

- Dowództwo Podhalańskiej Brygady ON
  - dowódca - płk Stanisław Poręba-Czuryłło
- Żywiecki batalion ON - kpt. Julian Szczerbaniewicz
- Sądecki batalion ON - kpt. Ignacy Jeleń
- Zakopiański batalion ON - mjr Edward Roth
- Limanowski batalion ON - kpt. Władysław Wojtowicz
- Gorlicki batalion ON – kpt. Stanisław Czwiertnia
- Jasielski batalion ON - kpt. Stefan Borowski
- 1 Nowosądecki pluton artylerii ON
- 2 Nowosądecki pluton artylerii ON
- Żywiecki pluton artylerii ON